# اتفاق الجمعة العظيمة
اتفاق الجمعة العظيمة أو اتفاق بلفاست هو اتفاق تم التوقيع عليه سنة 1998 بين بريطانيا وجمهورية إيرلندا وأحزاب إيرلندا الشمالية. يدعو الاتفاق البروتستانت إلى تقاسم السلطة السياسية في إيرلندا الشمالية مع الأقلية الكاثوليكية وتعطي جمهورية إيرلندا رأيًا في شؤون إيرلندا الشمالية. يهدف اتفاق الجمعة العظيمة إلى وضع حد للنزاع في صورة نهائية، وتحقيق التعايش السلمي بين طوائف إيرلندا الشمالية، وبينها وبين جمهورية إيرلندا.
شكّل الاتفاق نهاية حقبة من حرب أهلية مذهبية امتدت لأكثر من ثلاثين عاماً بين الكاثوليك والبروتستانت، وقُتل خلالها نحو 3500 شخص.
يستند الاتفاق إلى بيان وقع عليه ألبرت رينولدز عن جمهورية أيرلندا ورئيس وزراء بريطانيا السابق جون ميجور في عام 1993 والذي ينص على حق شعوب إيرلندا الشمالية في تحديد مصيرها. ينص الاتفاق على:
1. إلغاء القانون الخاص بحكومة إيرلندا، الذي يفرض سيادة بريطانية على الجزيرة كلها ولا يكون لها الحق في تغيير بنوده.
2. تأييد حق جميع سكان إيرلندا الشمالية في حمل جنسيات إيرلندية أو بريطانية، والاتفاق على عدم تغيير هذا الوضع مهما تغير وضع إيرلندا الشمالية السياسي.
3. الرجوع إلى الشعب في أي خطوات تُتَّخَذ بشأن مستقبل إيرلندا، مع الإشارة إلى أن جميع الأطراف متفاهمون على أن معظم سكان أيرلندا الشمالية يرغبون في الاستمرار كجزء من بريطانيا، لكن معظم سكان جزيرة أيرلندا ككل ومعهم أقلية لا بأس بها من الشمال يتطلعون إلى تكوين إيرلندا متحدة، أي انفصال شمال إيرلندا عن بريطانيا.
4. لن يتغير أي موقف سياسي لإيرلندا الشمالية إلا بموافقة سكانها من خلال الاستفتاءات التي تقام بأمر من وزير الخارجية البريطاني، وتكون المدة بين الاستفتاء والآخر سبع سنوات، على الأقل.

## التاريخ والاتفاق
عندما تأسست الدولة الأيرلندية الحرة في عام 1922 (بموجب المعاهدة الأنجلو إيرلندية في ديسمبر 1921)، بقيت ست مقاطعات من شمال الجزيرة جزءًا من المملكة المتحدة. بالنسبة لأيرلندا الشمالية، تميزت العقود التالية بالتوترات والخلافات، وحدثت أحيانًا أحداث عنيفة بين النقابيين الذين فضلوا البقاء مع بريطانيا والقوميين الذين فضلوا الوحدة مع دولة أيرلندا الحرة (فيما بعد جمهورية أيرلندا). وبدءًا من أواخر الستينيات، أصبح هذا الصراع أكثر حدة وعنفًا. في فترة الثلاثين عامًا التالية، نُسب أكثر من 3500 حالة وفاة إلى هذه الأعمال العدائية التي أصبحت تُعرف باسم «الاضطرابات».
بدأت الجهود السياسية الجادة لإنهاء الصراع في أواخر الثمانينيات واستمرت خلال التسعينيات. أُعلن وقف إطلاق النار ثم خُرق فيما بعد. جاء الاتفاق بعد سنوات عديدة من المحادثات المعقدة والمقترحات والتسويات. قدم الكثير من الناس مساهمات كبيرة. كان توني بلير وبيرتي أهيرن قائدين للمملكة المتحدة وجمهورية أيرلندا في ذلك الوقت. ترأس المحادثات المبعوث الأمريكي الخاص جورج ميتشل.

## هيكل الاتفاق
تتكون الاتفاقية من وثيقتين مترابطتين، اتُّفق عليهما في بلفاست يوم الجمعة العظيمة، 10 أبريل 1998:
1. اتفاق متعدد الأحزاب من قبل معظم الأحزاب السياسية في أيرلندا الشمالية (اتفاق متعدد الأطراف)
2. اتفاقية دولية بين الحكومتين البريطانية والأيرلندية (الاتفاقية البريطانية الأيرلندية).

حددت الاتفاقية سلسلة معقدة من الأحكام المتعلقة بعدد من المجالات بما في ذلك:
- حالة ونظام الحكم في أيرلندا الشمالية داخل المملكة المتحدة. (جزء 1)
- العلاقة بين أيرلندا الشمالية وجمهورية أيرلندا. (جزء 2)
- العلاقة بين جمهورية أيرلندا والمملكة المتحدة. (جزء 3)

## الأحزاب وهيكل الحكومة
أُبرمت الاتفاقية بين الحكومتين البريطانية والأيرلندية وثمانية أحزاب أو تجمعات سياسية من أيرلندا الشمالية. ثلاثة منهم كانوا ممثلين للنقابات: حزب أولستر الاتحادي الذي قاد النقابية في أولستر منذ بداية القرن العشرين، وحزبان أصغر مرتبطين بالقوات شبه العسكرية الموالية، والحزب الاتحادي التقدمي (المرتبط بقوة ألستر للمتطوعين (UVF))، وحزب أولستر الديمقراطي (الجناح السياسي لجمعية الدفاع عن ألستر (UDA)). صُنف حزبَين على نطاق واسع على أنهما حزبَين قوميين: الحزب الديمقراطي الاجتماعي وحزب العمل، وحزب شين فين، وهو الحزب الجمهوري المرتبط بالجيش الجمهوري الأيرلندي المؤقت. بغض النظر عن هذا التنافس، كان هناك حزبان آخران في الجمعية، حزب التحالف عبر المجتمع والتحالف النسائي في أيرلندا الشمالية. كان هناك أيضًا ائتلاف التجمع العمالي. أُرسل السناتور الأمريكي جورج ج. ميتشل من قبل الرئيس الأمريكي بيل كلينتون لرئاسة المحادثات.
تتكون الاتفاقية من عنصرين:
- معاهدة بين الدولتين يوقعها زعيما الحكومتين.
- اتفاق أكثر جوهرية بين الأحزاب السياسية الثمانية والحكومتين.

يحتوي النص السابق على أربع أجزاء فقط، وهي عبارة عن نص قصير مثّل الاتفاقية القانونية، لكنه مُتضمّن في جداول الاتفاقية الأخيرة. من الناحية الفنية، يمكن تمييز هذه الاتفاقية المجدولة على أنها اتفاقية متعددة الأطراف، على عكس اتفاقية بلفاست نفسها.
ساعدت الصياغة الغامضة لبعض الأحكام، الموصوفة بـ «الغموض البناء»، على ضمان قبول الاتفاقية وعملت على تأجيل النقاش حول بعض القضايا الأكثر إثارة للجدل. ومن أبرزها وقف القوات شبه العسكرية وإصلاح الشرطة وتطبيع أيرلندا الشمالية.

## وضع أيرلندا الشمالية
أقرت الاتفاقية بما يلي:
- أن غالبية شعب أيرلندا الشمالية يرغبون في البقاء جزءًا من المملكة المتحدة
- يرغب قسم كبير من شعب أيرلندا الشمالية، وأغلبية سكان جزيرة أيرلندا في تحقيق أيرلندا الموحدة.

اعتٌرف بشرعية كلا الرأيين. لأول مرة، وافقت الحكومة الأيرلندية في اتفاقية دولية ملزمة على أن أيرلندا الشمالية جزء من المملكة المتحدة. عُدل الدستور الأيرلندي أيضًا للاعتراف ضمنيًا بأيرلندا الشمالية كجزء من أراضي المملكة المتحدة ذات السيادة، بشرط الموافقة على أيرلندا الموحدة من أغلبية الشعب في كلا السلطتين القضائيتين في الجزيرة. من ناحية أخرى، تعكس لغة الاتفاقية تحولًا في التركيز القانوني للمملكة المتحدة من التركيز القانوني على الاتحاد إلى الآخر من أجل أيرلندا الموحدة. وهكذا تركت الاتفاقية مسألة السيادة المستقبلية على أيرلندا الشمالية مفتوحة.
كان الاتفاق الذي توصلوا إليه هو أن أيرلندا الشمالية كانت جزءًا من المملكة المتحدة، وستظل كذلك حتى يرغب غالبية الشعب في كل من أيرلندا الشمالية وجمهورية أيرلندا بخلاف ذلك. في حالة حدوث ذلك، فإن الحكومتين البريطانية والأيرلندية ملزمتان «بالتزام ملزم» بتنفيذ هذا الخيار.
بصرف النظر عن الوضع الدستوري لأيرلندا الشمالية داخل المملكة المتحدة، أو جزء أيرلندا الموحدة، فإنه من حق «شعب أيرلندا الشمالية» «التعريف عن أنفسهم وقبولهم على أنهم إيرلنديون أو بريطانيون، أو كليهما» (بالإضافة إلى حقهم في الجنسية البريطانية أو الأيرلندية أو كليهما). تعني جملة «شعب أيرلندا الشمالية» بحسب الاتفاقية أنهم جميع الأشخاص المولودين في أيرلندا الشمالية والذين كان، وقت ولادتهم، أحد الوالدين على الأقل مواطن بريطاني أو مواطن أيرلندي أو يحق له الإقامة في أيرلندا الشمالية بدون أي قيود على فترة إقامته».

اتفقت الحكومتان أيضًا، بغض النظر عن موقف أيرلندا الشمالية:
يجب أن تمارَس سلطة الحكومة ذات السيادة وذات الولاية القضائية هناك بحياد صارم نيابة عن جميع الناس في تنوع هوياتهم وتقاليدهم، ويجب أن تقوم على مبادئ الاحترام الكامل والمساواة بين الحقوق المدنية والسياسية والاقتصادية، والحقوق الاجتماعية والثقافية، والتحرر من التمييز لجميع المواطنين، والمساواة في الاحترام والمعاملة العادلة والمتساوية لهوية وروح وتطلعات كلا المجتمعين.
كجزء من الاتفاقية، ألغى البرلمان البريطاني قانون حكومة أيرلندا لعام 1920 (الذي أنشأ أيرلندا الشمالية، وقسم أيرلندا وأكد مطالبة إقليمية على كل أيرلندا) وعدل شعب جمهورية أيرلندا المادتين 2 و 3 من دستور أيرلندا، التي أكدت مطالبة إقليمية على أيرلندا الشمالية.

## مؤسسات جديدة
تحدد الاتفاقية إطار عمل لإنشاء عدد من المؤسسات عبر ثلاثة «أجزاء».

### الجزء 1
ركز الجزء 1 على المؤسسات الديمقراطية في أيرلندا الشمالية وأنشأ مؤسستين رئيسيتين:
- جمعية أيرلندا الشمالية
- السلطة التنفيذية في أيرلندا الشمالية

جمعية أيرلندا الشمالية هي هيئة تشريعية مفوضة لأيرلندا الشمالية مع تصويت إلزامي عبر المجتمع على بعض القرارات الرئيسية. السلطة التنفيذية لأيرلندا الشمالية هي مدير تنفيذي يتقاسم السلطة مع حقائب وزارية تتوزع بين الأحزاب بطريقة هوندت.

### الجزء 2
أما الجزء 2 فقد تناول قضايا «الشمال والجنوب» والمؤسسات التي ستُبنى بين أيرلندا الشمالية وجمهورية أيرلندا. هذه المؤسسات هي:
- مجلس وزراء الشمال / الجنوب
- الرابطة البرلمانية الشمالية والجنوبية
- المنتدى التشاوري بين الشمال والجنوب

يتكون المجلس الوزاري للشمال والجنوب من وزراء من السلطة التنفيذية لأيرلندا الشمالية وحكومة أيرلندا. وأُسست «لتطوير التشاور والتعاون والعمل» في اثني عشر مجالًا من المجالات ذات الاهتمام المشترك. وتشمل ستة مجالات تشكل فيها السلطة التنفيذية لأيرلندا الشمالية وحكومة أيرلندا سياسات مشتركة ولكنهما تنفذان هذه السياسات بشكل منفصل في كل ولاية قضائية، وستة مجالات تطور سياسات مشتركة تنفذها مؤسسات أيرلندية مشتركة.
وذُكر أن مختلف «الترتيبات المؤسسية والدستورية» المنصوص عليها في الاتفاقية «متشابكة ومترابطة».
وكجزء من الاتفاقية، اتفقت جمعية أيرلندا الشمالية المُنشأة حديثًا والبرلمان الوطني لأيرلندا (Oireachtas) على النظر في إنشاء منتدى برلماني مشترك يتكون من أعداد متساوية من كلا المؤسستين. في أكتوبر 2012، أُنشئ هذا المنتدى باسم الرابطة البرلمانية بين الشمال والجنوب.
وطُلب من الأحزاب السياسية في أيرلندا الشمالية التي أيدت الاتفاق النظر في إنشاء منتدى استشاري مستقل يمثل المجتمع المدني مع أعضاء من ذوي الخبرة في القضايا الاجتماعية والثقافية والاقتصادية وغيرها من القضايا من قبل الإدارتين. وافقوا على هيكل مخطط للمنتدى الاستشاري بين الشمال والجنوب في عام 2002، وفي عام 2006 وافقت السلطة التنفيذية لأيرلندا الشمالية على أنها ستدعم إنشاء المنتدى.

### الجزء 3
تعامل الجزء 3 مع قضايا «الشرق والغرب» والمؤسسات التي ستُبنى بين أيرلندا وبريطانيا العظمى (بالإضافة إلى التبعيات التابعة للتاج). هذه المؤسسات هي:
- المؤتمر الحكومي البريطاني الأيرلندي
- المجلس البريطاني الأيرلندي
- هيئة برلمانية بريطانية أيرلندية موسعة

صدرت الموافقة على المؤتمر الحكومي الدولي البريطاني الأيرلندي ليحل محل المجلس الحكومي الدولي الأنجلو إيرلندي والمؤتمر الحكومي الدولي الذي أُنشئ بموجب الاتفاقية الأنجلو إيرلندية لعام 1985.
يتخذ المؤتمر شكل اجتماعات منتظمة ومتكررة بين الوزراء البريطانيين والأيرلنديين لتعزيز التعاون على جميع المستويات بين الحكومتين. بالنسبة للمسائل التي لم تُفوض إلى أيرلندا الشمالية، يجوز لحكومة أيرلندا طرح وجهات نظر ومقترحات. جميع قرارات المؤتمر ستكون بالاتفاق بين الحكومتين واتفقت الحكومتان على بذل جهود حازمة لحل الخلافات بينهما.
يتكون المجلس البريطاني الأيرلندي من ممثلين وزاريين من الحكومتين البريطانية والأيرلندية، والإدارات المفوضة في المملكة المتحدة (أيرلندا الشمالية، واسكتلندا، وويلز)، والتبعيات التابعة للتاج، وجزيرة مان وجيرسي وغيرنسي. الغرض من المجلس هو تعزيز التعاون وتشكيل منتدى لوضع سياسات مشتركة.
وبموجب الاتفاقية، اقتُرح اعتماد الهيئة البرلمانية البريطانية الأيرلندية القائمة بالفعل. قبل الاتفاق، كانت الهيئة تتألف من برلمانيين من البرلمانين البريطاني والأيرلندي فقط. في عام 2001، بحسب الاتفاقية، توسعت لتشمل البرلمانيين من جميع أعضاء المجلس البريطاني الأيرلندي.
تحددت هذه الترتيبات المؤسسية التي أٌنشئت عبر هذه الأجزاء الثلاثة في الاتفاقية على أنها «متشابكة ومترابطة». على وجه الخصوص، يُذكر أن عمل جمعية أيرلندا الشمالية والمجلس الوزاري للشمال / الجنوب «مترابطان بشكل وثيق لدرجة أن نجاح كل منهما يعتمد على نجاح الآخر» والمشاركة في المجلس الوزاري للشمال / الجنوب «إحدى المسؤوليات الأساسية المرتبطة بالوظائف ذات الصلة في أيرلندا الشمالية وجمهورية أيرلندا».
برأي المحلل بريندان أوليري، فإن المؤسسات التي أُسست بموجب الاتفاقية «جعلت أيرلندا الشمالية ثنائية القومية» وعززت «العناصر الخيالية للسيادة المشتركة».

## المصدر
1. ↑  معمر عطوي (18 أبريل 2007). "إيرلندا الشمالية: نهاية نزاع". الأخبار اللبنانية. مؤرشف من الأصل في 2008-01-08. اطلع عليه بتاريخ 2018-03-28.
2. ↑  "United Kingdom". Encyclopaedia Britannica. 17 يناير 2021. مؤرشف من الأصل في 2021-03-06. اطلع عليه بتاريخ 2021-01-17.
3. ↑  "20 years on: What was agreed in the Good Friday Agreement?". The Independent. 28 مارس 2018. مؤرشف من الأصل في 2020-09-22. اطلع عليه بتاريخ 2020-09-11.
4. ↑  "SINN FEIN ENDORSES PEACE PACT". Washington Post. مؤرشف من الأصل في 2019-10-03. اطلع عليه بتاريخ 2016-09-12.
5. ↑  "Sinn Féin's delegates endorse North Ireland peace agreement". Deseret News. 11 مايو 1998. مؤرشف من الأصل في 2017-08-24. اطلع عليه بتاريخ 2016-09-12.
6. ↑  "Good Friday Agreement: The peace deal that ended the Northern Ireland Troubles 20 years ago". Independent. 21 يناير 2019. مؤرشف من الأصل في 2019-06-08. اطلع عليه بتاريخ 2019-01-21.
7. ↑  Austen Morgan (2000). "The Belfast Agreement - a practical legal analysis". Conflict Archive on the INternet (CAIN). مؤرشف من الأصل في 2009-06-18. اطلع عليه بتاريخ 2011-10-28.
8. ↑  Aughey, Arthur: The politics of Northern Ireland: beyond the Belfast Agreement. Routledge, 2005, p. 148. (ردمك 0-415-32788-1)
9. ↑  Austen Morgan, The Hand of History? Legal Essays on the Belfast Agreement, The Belfast Press Limited, 2011 pg. 7
10. 1 2  Lerner، Hanna (2011). Making Constitutions in Deeply Divided Societies. Cambridge University Press. ص. 188. ISBN:978-1139502924.
11. ↑  Annex 2 of the British-Irish Agreement (Good Friday Agreement)